# 클럽박스
클럽박스(ClubBox)는 나우콤의 자회사인 제타미디어에서 운영하는 웹하드서비스 중의 하나이며, 피디박스보다 2년이 늦은 2004년 7월 정식서비스를 시작하였다.
인터넷 카페같은 커뮤니티의 대용량 자료실서비스를 이용하기 위해 만들었으며, 박스를 만들면 처음에 100GB의 용량을 저장할 수 있는 공간과 파일저장기한 30일이 제공된다. 업로드와 다운로드가 무료이지만, 무료다운로드는 초당 50KB로 제한되기 때문에, 좀 더 좋은 다운로드속도를 내기 위해서는 유료상품을 구입해야 한다. 박스등급에서 금,은,동으로 나뉘며 그 중에 금박스가 되면 자료보관기간이 무제한으로 제공되며, 다운로드 점수에 따라 용량을 늘릴수도 있다.
예전에는 파일검색기능이 약해 네티즌들이 별도의 파일검색기능되는 프로그램이나 사이트를 제작했었고, 최근에는 클럽박스측에서 파일검색서비스 베타가 오픈되었다.  2011년 7월부터는 분사된 제타미디어에서 운영하게 되었다.
2019년 3월 6일 오전 10시를 끝으로 모든 서비스를 종료했다.

## 개요
- 대용량 자료실을 효율적으로 운영할 수 있는 파일분산 솔루션
- 2006년 10월부터 저작권자와 손잡고 클럽박스를 통한 C2C 유료 다운로드 서비스(퀵다운 이용횟수에 따라 저작권자에게 수익이 돌아가는 서비스)를 시작

## 제공
- 박스개설시 업로드 용량 100GB와 파일저장기한 30일 제공
- 많이 사용되는 파일은 파일저장기한 무제한
- 10GB짜리 대용량 파일의 경우도 한 번에 업로드 가능
- 금박스가 될 경우 자료실 영구 유지
- 최대 4단계까지 폴더관리 가능

## 박스 등급
- 금박스: 일정한 조건을 만족하면 자동으로 등급이 금박스로 올라간다.
  - 파일을 영구적으로 보존할 수 있다.
  - 최대 2TB까지 보관할 수 있다.
- 은박스: 기본으로 자료실을 개설하면 은박스 등급이다.
  - 파일 저장기한은 30일로 제한된다.
  - 최대 100GB까지 자료를 올릴 수 있다.
- 동박스: 일정 기간동안 자료실을 운영하지 않거나 운영 실적이 현저하게 낮을 때 동박스로 등급이 내려간다.
  - 은박스의 제한 사항을 따른다.
  - 클럽박스에 존재하는 모든 동박스가 공용으로 쓰는 용량은 5TB다. 이 용량이 넘으면 업로드를 할 수 없다.

## 마일리지 제도
일종의 보너스로, 클럽박스를 이용하면 1시간마다 10점의 마일리지가 적립된다. 모은 마일리지로는 다운로드 시 속도 제한을 받지 않도록 해주는 '다운로드 상품권'과 아이템 구매 시 사용가능 한 '할인쿠폰', 제휴콘텐츠를 다운로드할 수 있는 '그린파일 쿠폰' 등과 교환할 수 있다. 최대 20,000점까지 적립할 수 있으며, 1년이 지나도록 사용을 하지 않으면 소멸된다.
- 기본 : 1시간 이용에 마일리지 10점을 쌓을 수 있다.
- 스페셜 : 1시간 이용에 마일리지 12점을 쌓을 수 있으며, 개인 PC의 자원을 일부 사용한다.(2012년 1월 폐지)

과거에는 다운로드 상품권이 6개 존재하였으나, 현재는 4개만 교환이 가능하다.
- 마일리지 별 교환 가능한 상품권(2012년 7월 현재)
  - 1000점 : 1GB 다운로드 상품권(3일 후 소멸)
  - 3000점 : 5GB 다운로드 상품권(7일 후 소멸)
  - 5000점 : 10GB 다운로드 상품권(10일 후 소멸)
  - 10000점 : 25GB 다운로드 상품권(20일 후 소멸)

## 서비스 종료
2019년 3월 6일 오전 10시를 기해서 클럽박스 서비스가 종료되었다. 하지만 사전예고도 없이 종료되었고, 회원정보만 이관하고 올라온 파일은 모두 소멸된다는 점에서 많은 논란을 일으켰다. 
클럽박스를 인수받은 파일시티 측은 3월 7일에 개인이 업로드한 파일에 대한 재다운로드 접수를 3월 11일까지 받고 접수순서대로 다운로드 경로를 보내겠다는 입장을 밝혔다. 

## 같이 보기
- 나우콤
- 제타미디어